# Charles Vincent Walker
Charles Vincent Walker (Marylebone, 20 marzo 1812 – Royal Tunbridge Wells, 24 dicembre 1882) è stato un fisico inglese.
Ebbe una grande influenza nello sviluppo delle telecomunicazioni ferroviarie e fu il primo ad inviare un segnale telegrafico sottomarino.

## Biografia
Nato a Marylebone, Middlesex e figlio di Vincent e Ann née Blake, la sua istruzione elementare e la formazione ingegneristica sono incerte. Tuttavia, nel 1838 aveva acquisito una certa conoscenza dell'elettricità e aveva contribuito a fondare la London Electrical Society. Walker fu segretario e tesoriere della società nei suoi primi giorni e pubblicò i suoi verbali dal 1841 al 1843. Fondò anche la rivista Electrical Magazine, anche se nel periodo 1841-1843 apparvero solo due volumi.
Sempre nel 1841, Walker lavorò al Manuale di elettricità, magnetismo e meteorologia che faceva parte della Cabinet Cyclopedia di Dionysius Lardner. Walker pubblicò anche il suo libro su Electrotype Manipulation, seguito dal suo Electric Telegraph Manipulation (1850) e da molti altri lavori scientifici.

## Elettricista ferroviario
Nel 1845 divenne elettricista della Southeastern, un incarico che avrebbe tenuto per il resto della sua vita. I suoi risultati inclusero:
- Fu la prima persona a isolare i fili del telegrafo con la guttaperca;
- Invenzione di un dispositivo per proteggere le apparecchiature del telegrafo dall'elettricità atmosferica;
- Miglioramento delle batterie di grafite;
- I segnali orari trasmessi alle stazioni ferroviarie dall'Osservatorio di Greenwich sono stati introdotti in seguito alla collaborazione di Walker con l'astronomo reale George Biddell Airy (1849);
- Un dispositivo per consentire ai passeggeri di comunicare con le guardie, brevettato nel 1866;
- Il display sui binari, brevettato nel 1876.

## telegrafo sottomarino
Il suo lavoro con la guttaperca lo portò a capire l'importanza di un cavo di comunicazione subacqueo ed inviò il primo messaggio telegrafico il 13 ottobre 1848 grazie ad un cavo di 2 miglia (3,2 km) da Folkestone ad una nave.

## Incarichi ed onorificenze
- Royal Meteorological Society
  - Membro, (1850);
  - Presidente, (1869–70);
  - Editor of the Proceedings , (1861–1864);
- Membro della Royal Society, (1855);
- Membro della Royal Astronomical Society, (1858);
- Presidente della Institution of Electrical Engineers, (1876).